# Jan Holmin
Jan Holmin är en svensk basketdomare.
Holmin är utbildningansvarig för basketdomarna i Sverige samt "National Instructor", före detta internationell basketdomare och den enda svenska basketdomare som dömt i ett OS. Han är även verksam inom FIBA, Internationella Basketbollförbundet, som Commissioner och Referee Instructor.